# ¿Cuánto me amas?
¿Cuánto me amas? película francesa dirigida por Bertrand Blier.

## Argumento
François (Bernard Campan) gana la lotería y le propone a una prostituta llamada Daniela (Monica Bellucci) pagarle el triple de lo que ha ganado a cambio de que se vaya a vivir con él. 
- Datos: Q1280179